# Gewöhnlicher Grabspornläufer
| Bilder des Käfers |                          |
| |                          |
| Abb. 1: Rand des Halsschilds |                          |
| |                          |
| Abb. 2: Rand der Flügeldecken | Abb. 5: Von vorn gesehen |
| |                          |
| Abb. 3: Seitenansicht | Abb. 6: Unterseite       |
| Abb. 4: Unterseite, rechts Abdominalsternite nummeriert |                          |
| Abb. 7: Mittelbrust von der Seite gesehen, Kopie rechts teilweise koloriert ocker: Halsschild blau: Flügeldecken grau: Schenkel des mittleren Beins grün: Grenze der Mittelhüfthöhle rot: Epimer der Mittelbrust |                          |

Der Gewöhnliche Grabspornläufer (Clivina fossor), auch Schwarzbrauner Fingerkäfer genannt, ist ein Käfer aus der Familie der Laufkäfer (Carabidae). Es gibt viele ähnliche Käfer, deren Vorderbeine ebenso als Grabbeine umgebildet sind.

## Merkmale
Die Art erreicht eine Körperlänge von fünf bis 6,5 Millimetern und ist damit durchschnittlich etwas größer als der sehr ähnliche Clivina contracta. Beiden fehlt das punktiert furchig vertiefte „Y“ beiderseits auf der Basishälfte des Halsschilds, das die dritte mitteleuropäische Art der Gattung, Clivina ypsilon, auszeichnet. Die Arten der Gattung Clivina unterschieden sich von den Arten der ähnlichen Gattung Dyschirius dadurch, dass die Halsschildseiten bis zur Basis hin gerandet sind (Abb. 1) und dass die Kehle des Außenrands der Flügeldecken eine ununterbrochene Reihe grober Punkte aufweist (Abb. 2).
Der klobige Kopf ist länger als breit und schmaler als der Halsschild. Er besitzt keine Mittelfurche, aber auf der Stirn ein Grübchen. Zwei seitliche Längsfurchen sind kielartig abgesetzt. Die Facettenaugen sind nur wenig gewölbt. Über dem Augen befinden sich in der Mitte und hinten je ein Borstenpunkt mit langer Borste (zwei Supraorbitalborsten, in Abb. 5 gut zu erkennen). Die elfgliedrigen Fühler sind perlschnurförmig und verbreitern sich nach außen leicht. Sie sind ab dem dritten Glied behaart (Abb. 1, links). Die Fühlerwurzel ist durch eine seitliche Verbreiterung der Stirn überdeckt (Abb. 1, links; Abb. 5). Die Mundwerkzeuge zeigen nach vorn, die Oberlippe ist ganzrandig. Die Mandibeln stehen kaum vor und haben höchstens die Andeutung eines Zahns. Das Endglied der Kiefertaster ist lang, spindelförmig und kaum dicker als das vorletzte Glied.
Der Halsschild ist viereckig und länger als breit, nach vorn ist er leicht verengt. In jeder Ecke sitzt ein Borstenpunkt, in dem eine lange Borste entspringt. An den Vorderecken ist er abgerundet, an den Hinterecken schräg abgestutzt und halsartig verengt. Er weist unregelmäßige Gravierungen auf, die jedoch nicht an der Basis symmetrische „Y“-Zeichnungen bilden.
Die Flügeldecken sind lang, walzenförmig und nur auf dem Rücken abgeflacht. Zusammen sind sie etwas breiter als der Halsschild und etwa 1,9 mal so lang wie zusammen breit. Sie sind weniger parallel als bei Clivina ypsilon. Hinten sind sie gemeinsam verrundet. Sie sind punktiert gestreift, im dritten Intervall sind vier Porenpunkte mit Borsten (in Abb. 3 bei hoher Auflösung gut erkennbar). Der Außenrand der Flügeldecken ist durch eine flache Kehle abgesetzt, in der über die ganze Länge grobe Punkte sitzen (Abb. 2).
Im Unterschied zum pechbraunen Körper und den Flügeldecken sind die Fühler und Beine rötlich. Die Tarsen sind alle fünfgliedrig und schwächer ausgebildet als bei Laufkäfern üblich. Besonders bei den Vorderbeinen sind sie im Vergleich zu den Schienen schmächtig (Abb. 3, Abb. 6). Das Vorderende der Vorderschienen ist seitlich zu einem langen nach außen gekrümmten stumpfen Dorn ausgezogen, der die ersten Tarsenglieder überragt. Außerdem sind die Vorderschienen verbreitert und haben seitlich zwei weitere Zähne. Der näher am Körper stehende Zahn kann schwach ausgebildet sein. Mit diesen Grabbeinen gräbt das Tier Löcher oder Gänge in lockeres Erdreich. Auf der Innenseite tragen die Vorderschienen eine deutlich ausgeprägte Putzscharte.

## Vorkommen
Die Art ist in Europa weit verbreitet. Sie tritt darüber hinaus holarktisch in Asien, Nordamerika und in Nordafrika auf. Sie ist feuchtigkeitsliebend, aber ansonsten in der Wahl des Habitats wenig wählerisch. Die Käfer kommen an Ufern, auf Wiesen und Feldern, auf Ackerunkrautfluren, in Mooren usw. von der Ebene bis ins Gebirge vor. Da die Imagines flugfähig sind, trifft man sie auch auf nur vorübergehend nassen Böden an. Bei Untersuchungen bewirtschafteter Flächen wird die Art regelmäßig gefunden.

## Lebensweise
Die Larven der Art leben unterirdisch und sind blind. Auch die Käfer leben in selbstgegrabenen Gängen, an der Oberfläche unter Steinen und Hölzern oder unter der Erdoberfläche. Clivina fossor bevorzugt bei seiner Nahrungsaufnahme Larven und Puppen, z. B. vom Rapsglanzkäfer (Meligethes aeneus). Als teilweise pflanzenfressende Art verursacht die Art gelegentlich auch Schäden an jungen Zuckerrübenpflanzen. An Zuckerrübensämlingen kann der Schadfraß zum Verwelken und Absterben der Rübenpflanzen führen. Die Art überwintert als Imago.